# Gościrada
Gościrada – imię żeńskie pochodzenia słowiańskiego, nienotowane w formie żeńskiej w źródłach staropolskich.